# 旬

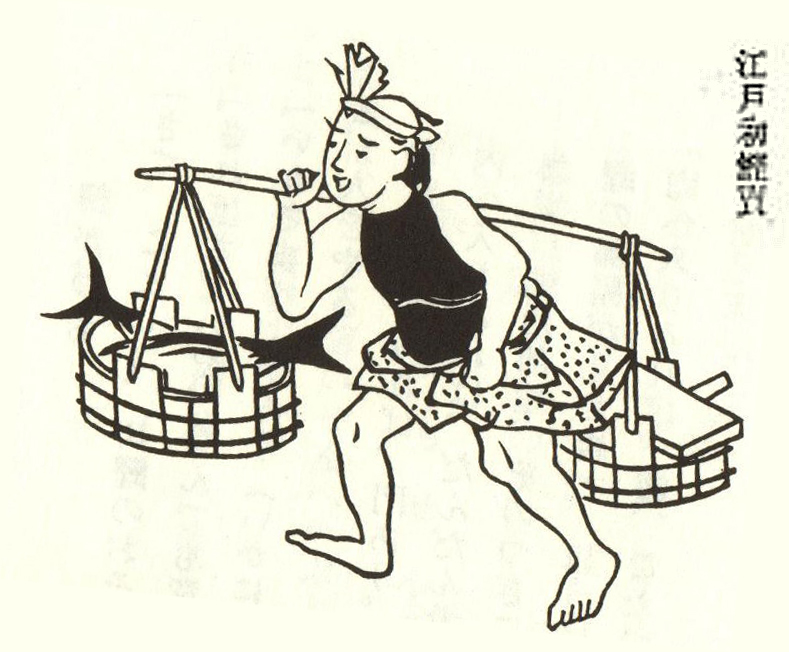
初鰹を売る振売
喜田川守貞『守貞漫稿』の挿絵

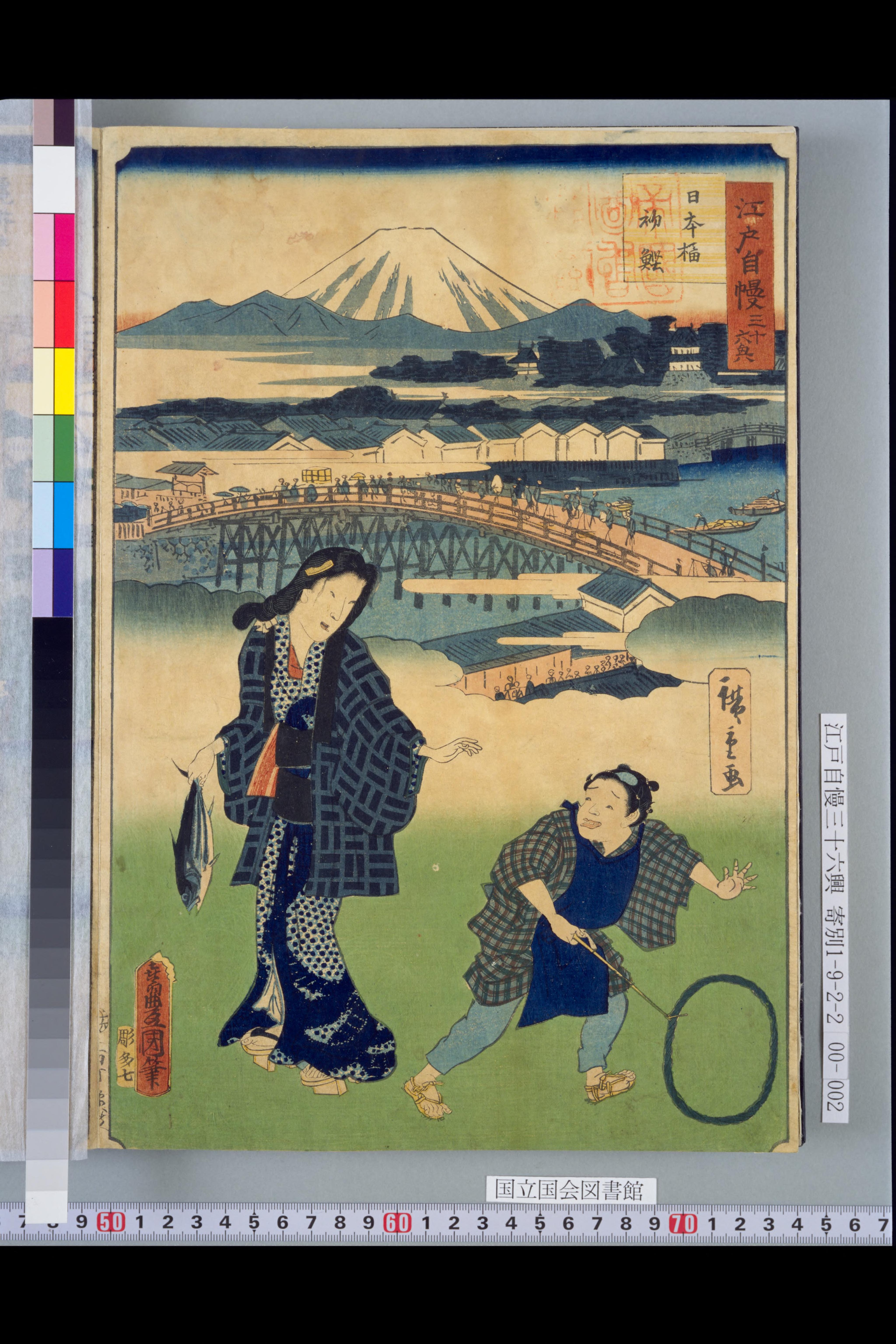
三代目歌川国貞と二代目歌川広重の合作『江戸自慢三十六興 日本橋 初鰹』
浮世絵風俗画の揃物『江戸自慢三十六興』の第1景。元治元年（1864年）刊行。江戸の町人女が日本橋の魚河岸で入手したであろう初鰹を手にして帰ろうとしている。背景には日本橋も描かれており、よく見れば初鰹らしき魚を運ぶ振売がいる。

食文化における旬（しゅん）とは、特定の食材について、他の時期よりも新鮮に食べられる時期をいう。日本語に特有の概念および語であり、日本語以外の諸言語では、英語の "seasonal foodstuff(s)" のように「季節の食材」という意味をもつ表現が対訳的である。
旬の物はよく市場に出回るため値段も安価になりやすく、消費者にも嬉しい時期である。
漢字の「旬」は10日間の意味で、中国ではこの意味しかなかったが、日本ではそこから一番良い時期という意味が加わった（国訓）。

## 概要
旬は、次の3通りの違った意味で使われることがある。
1. 季節を先取りするはしり、または、初物と呼ばれるもの。
2. 収穫量がピークに当たる時期。
3. 素材が最も美味しい時期。

1. 希少性から高値になる。日本では「初物を食べると75日寿命が伸びる」などといわれ珍重される。例としては初鰹や早春の筍などが上げられる。これらはその食材の本来の盛りの時期の味には到底及ばないが、初物や産地からの初入荷品であることに対して際立って高い商品価値が発生する場合がある（例:夕張メロン）。
2. 収穫量のピーク期が必ずしもその食材の最高の味であるわけではない。例えば、産卵のために沿岸や内海に来遊する魚介類は産卵期に漁獲量が増えるが、生殖腺の発達のために体の栄養を奪われて肥満度が低下し、魚の肉質自体は落ちていることが多い。また、農作物ではとれたてよりも一定期間貯蔵してからの方がデンプンの糖化が進み美味しくなるサツマイモのようなものもある。
3. 餌をたくさん摂り、あるいは日光を浴び栄養をしっかりと蓄えその食材が最も美味しくなった状態である。一般的な農作物などでは 2. と 3. が一致する例も多いが、しかし、産卵回遊する魚介類では2. と 3. の時期が全く一致しない場合も少なくない。例えば、マダイやサワラは春に内海へ産卵回遊して多獲されるので春が旬とされることが多いが、2. に述べた理由から産卵期である春は肉質が悪く、肥満度が増加して旨くなるのは夏以降である。春のマダイは桜鯛と呼ばれて「旬で脂が乗って旨い」などと評されることがあるが、これはその時期のマダイしか食べたことがない人（養殖物は別にして）の思い込みによる評価であろう。この例のように、魚介類では2. と 3. の時期がしばしば混同され、多獲される時期に旨くなると思われていることが多いようだが、実際にはその逆であることが多い。
1970年代以降、魚介類の乱獲や地球温暖化による異常気象などの影響で旬の時期のズレが起こっている。また冷凍技術の発達、ハウス栽培、高速道路の整備や航空機など輸送手段の高速化などにより南半球（北半球と季節が逆）からの輸入などを含めた遠隔地から運ばれる食材が増えたため、旬がわかりにくくなった。
クリスマスケーキの需要が多くなり、ショートケーキには必要なイチゴを早期に出荷するようになり、店頭にも早くから列ぶため、旬が冬に移動したと思う消費者も多い。
本来の意味から転じて話題になっている人や物、果てはギャグなどの文化的な対象にも同様に用いることがある。

## 旬の食材一覧
魚介類は多獲される時期を示し、必ずしも旨くなる時期とは一致しない。
| 春（3月〜5月）  | |
| 野菜・果物      | キャベツ（通年出荷され、冬が出荷量最多となるが、春に出荷されるものは『春キャベツ』『新キャベツ』として人気が高い。）、セロリ、ウド、タマネギ（乾燥たまねぎは生産家から通年出荷されるが、乾燥を経ずに出荷される『新たまねぎ』は、収穫期である4月から6月が旬である。）、イチゴ、タケノコ（『筍』の字は、生え始めて10日以内の竹を意味する。） |
| 動物            | 魚介類：マダイ、マナガツオ、トビウオ、サワラ、サヨリ、メバル、ヤマメ、ヒメマス、シラウオ、アサリ、ハマグリ その他：鶏卵 |
| 夏（6月〜8月）  | |
| 野菜・果物      | ビワ、ウメ、サクランボ、モモ、スイカ、キュウリ、ナス、トマト、ピーマン、トウモロコシ、オクラ、ニガウリ（ゴーヤー）、モロヘイヤ、ミョウガ、カボチャ、タマネギ、ジャガイモ、茶（新茶） |
| 動物            | 魚介類：アイナメ、カツオ（本来の旬は秋であるが、初夏のカツオは『初鰹』として珍重される。）、マアジ、シマアジ、タチウオ、コイ、ニジマス、アユ、アナゴ、ウナギ（本来の旬は晩秋から冬であるが、出荷量は土用の丑の日が年間最多となる。）、ハモ、スズキ、アワビ、スルメイカ                                                                     |
| 秋（9月〜11月） | |
| 野菜・果物      | カキ（柿）、クリ、イチジク、ブドウ、ナシ、リンゴ、アケビ、メロン、レンコン、カブ、ニンジン、レタス、サツマイモ、サトイモ、コメ（新米） |
| きのこ          | マツタケ、シイタケ、シメジ、マイタケ |
| 動物            | 魚介類：サンマ、サバ、サケ、シシャモ、ホッケ、カツオ、カキ（牡蛎） |
| 冬（12月〜2月） | |
| 野菜・果物      | 白菜、ダイコン、ゴボウ、リンゴ、ミカン |
| きのこ          | エノキタケ |
| 動物            | 魚介類：タラ、ブリ（寒ブリ）、ボラ、フグ、アンコウ、ヒラメ、ホッコクアカエビ（アマエビ）、カニ |

## 季節料理
- 季節料理は、春夏秋冬に合わせて、さまざまなレシピが考案されている。例えば、春には桜餅や筍ご飯、夏には冷やし中華やかき氷、秋には栗ご飯やさんまの塩焼き、冬にはお鍋やお雑煮などがある。